# Anyi
L'anyi (també Anyin, Agnin o Agni) és una llengua Akan membre de les llengües Kwa, parlada a l’Àfrica i concretament és originària de Costa d’Ivori i Ghana. Dintre de la Costa d’Ivori hi ha diverses regions on es parla més freqüentment aquesta llengua : M’bahiakro, Bongouanou, Zanzan Districte, Bondoukou, Tanda, Districtes Comoé i Lagunes. Dintre de Ghana: Abengourou, Agnibilékrou i Aboisso.
La seva classificació dins de les família lingüística estaria dins de Níger-Congo> Atlàntic- Congo> Kwa> Potou-Tano> Tano> Central Tano (Akan)> Bia > Nort i, per acabar, l'Anyi.
Aquesta llengua està classificada amb dues llengües més que es podrien classificar com llengües germanes, Baule i el Nzema.
L’anyi té els seus propis dialectes que són: indenie, sanvi, djuablin, bini, bona, moronou, ano,
abe, barabo i alangua.
En Costa d’Ivori parlant l’anyi 953.339 persones, en canvi en Ghana el nombre de parlants és més reduït 290.000 persones.
La taxa d’alfabetització d’aquest idioma està entre l'1% i el 5%. En canvi puja del 20% fins al 50% dins del món quotidià com en els programes de ràdio.
La forma d’escriptura de la llengua anyi és la mateixa que la de l’alfabet llatí,a més a més l’agni utilitza el procediment general de l'aposició per a formar paraules compostes. A diferència de llengües com l'espanyol, que prefereix l'anteposició, l'agni es decanta per la posposició .